# アラブ王冠
アラブ王冠（アラブおうかん）は、福山市が福山競馬場で施行していた地方競馬のアングロアラブ種による競走である。

## 概要
福山競馬所属のアラブ系4歳（現3歳）馬による競走で、福山ダービー・鞆の浦賞とともに「福山アラブ三冠」とも称される。
2008年にアラブ系の入厩頭数が減少した事により、出走条件をサラブレッド系3歳の中国所属馬に変更され、名称も「福山王冠」に変更されたが、施行回数はアラブ王冠のものをそのまま引き継ぐ事になった。
負担重量は定量。

## 歴代優勝馬
馬齢は2000年まで旧表記、2001年以降は現表記。
| 回数   | 施行日         | 競馬場 | 距離  | 優勝馬             | 性齢 | タイム | 優勝騎手   | 管理調教師 |
| ------ | -------------- | ------ | ----- | ------------------ | ---- | ------ | ---------- | ---------- |
| 第1回  | 1974年12月22日 | 福山   | 1800m | フジバンカー       | 牝4  | 2:02.8 | 吉井昭藏   | 吉井藤藏   |
| 第2回  | 1975年12月7日  | 福山   | 1800m | ミハルチカラ       | 牡4  | 2:00.8 | 高本敏明   | 高本修一   |
| 第3回  | 1976年12月5日  | 福山   | 1800m | ハマリン           | 牡4  | 2:02.4 | 桒田晃     | 上原俊夫   |
| 第4回  | 1977年12月4日  | 福山   | 2250m | ヤマヒメカツプ     | 牝4  | 2:41.0 | 神原勝志   | 寺田忠     |
| 第5回  | 1978年12月11日 | 福山   | 2250m | アラブセイハ       | 牡4  | 2:34.7 | 桒田晃     | 寺田孝     |
| 第6回  | 1979年12月10日 | 福山   | 2250m | イダテンオージ     | 牡4  | 2:36.2 | 吉井勝宏   | 寺田忠     |
| 第7回  | 1980年12月14日 | 福山   | 2250m | テルステイツ       | 牡4  | 2:35.1 | 宮岡大宏   | 上原齊     |
| 第8回  | 1981年12月13日 | 福山   | 2250m | ウインホープ       | 牡4  | 2:36.2 | 高本敏明   | 東森實     |
| 第9回  | 1982年12月19日 | 福山   | 1800m | アキノダイドウ     | 牡4  | 2:38.5 | 小嶺英喜   | 寺田孝     |
| 第10回 | 1983年12月18日 | 福山   | 2250m | マグニカチドキ     | 牡4  | 2:38.2 | 藤尾育央   | 那俄性裕   |
| 第11回 | 1984年12月23日 | 福山   | 2250m | サワトヨキング     | 牡4  | 2:38.3 | 小嶺英喜   | 堀部重昭   |
| 第12回 | 1985年12月22日 | 福山   | 2250m | ミスタージヨージ   | 牡4  | 2:36.7 | 藤尾育央   | 那俄性裕   |
| 第13回 | 1986年12月21日 | 福山   | 2250m | ローゼンホーマ     | 牡4  | 2:35.5 | 那俄性哲也 | 寺田忠     |
| 第14回 | 1987年12月20日 | 福山   | 2250m | タマキサンセイ     | 牡4  | 2:37.1 | 桒田晃     | 弓削和彦   |
| 第15回 | 1988年12月25日 | 福山   | 2250m | ビソウハート       | 牡4  | 2:40.6 | 藤井勝也   | 東森實     |
| 第16回 | 1989年12月24日 | 福山   | 2250m | ニホンカイローレル | 牡4  | 2:37.6 | 藤井勝也   | 白津壽己   |
| 第17回 | 1990年12月23日 | 福山   | 2250m | グリンダイオー     | 牡4  | 2:37.1 | 小嶺英喜   | 千同武治   |
| 第18回 | 1991年12月23日 | 福山   | 2250m | ハイセンプー       | 牡4  | 2:37.3 | 末廣卓己   | 末廣八十夫 |
| 第19回 | 1992年12月20日 | 福山   | 2250m | ボールドファスト   | 牡4  | 2:34.9 | 荻田恭正   | 弓削和彦   |
| 第20回 | 1993年12月26日 | 福山   | 2250m | オールセンプー     | 牡4  | 2:39.4 | 末廣卓己   | 寺田孝     |
| 第21回 | 1994年12月25日 | 福山   | 2250m | ミナミセンプウ     | 牡4  | 2:35.5 | 荻田恭正   | 弓削和彦   |
| 第22回 | 1995年12月24日 | 福山   | 1800m | タッチアップ       | 牡4  | 2:02.3 | 荻田恭正   | 弓削和彦   |
| 第23回 | 1996年12月22日 | 福山   | 1800m | ダンディズム       | 牡4  | 1:59.5 | 野田誠     | 寺田孝     |
| 第24回 | 1997年12月23日 | 福山   | 1800m | ホクトファイター   | 牡4  | 1:59.5 | 野田誠     | 吉井英隆   |
| 第25回 | 1998年12月20日 | 福山   | 1800m | マジックフエルド   | 牡4  | 2:01.2 | 岡崎準     | 上原光博   |
| 第26回 | 1999年12月19日 | 福山   | 1800m | マルサンダイオー   | 牡4  | 2:00.8 | 久保河内健 | 弓削和彦   |
| 第27回 | 2000年12月17日 | 福山   | 1800m | モナクマリン       | 牡4  | 1:56.9 | 岡田祥嗣   | 荻田恭正   |
| 第28回 | 2001年12月16日 | 福山   | 1800m | ユノワンサイド     | 牡3  | 2:01.9 | 石井幸男   | 番園一男   |
| 第29回 | 2002年12月15日 | 福山   | 1800m | ユキノホマレ       | 牡3  | 2:00.8 | 嬉勝則     | 田代専二   |
| 第30回 | 2003年12月14日 | 福山   | 1800m | ユノエージェント   | 牡3  | 1:58.2 | 嬉勝則     | 番園一男   |
| 第31回 | 2004年12月12日 | 福山   | 1800m | メイユウオライオン | 牡3  | 1:57.7 | 嬉勝則     | 番園一男   |
| 第32回 | 2005年12月4日  | 福山   | 1800m | ユノフォーティーン | 牡3  | 2:02.6 | 渡辺博文   | 檜山龍二郎 |
| 第33回 | 2006年12月17日 | 福山   | 1800m | バクシンオー       | 牡3  | 1:59.1 | 野田誠     | 堀部重昭   |
| 第34回 | 2007年12月15日 | 福山   | 1800m | イケノスリリング   | 牝3  | 1:59.8 | 岡田祥嗣   | 檜山龍二郎 |

#### 各回競走結果の出典
- JBISサーチより
  - 1986年、1987年、1988年、1989年、1990年、1991年、1992年、1993年、1994年、1995年、1996年、1997年、1998年、1999年、2000年、2001年、2002年、2003年、2004年、2005年、2006年、2007年